# Saucerottia castaneiventris
Saucerottia castaneiventris là một loài chim trong họ Trochilidae.